# 格蘭德菲爾德鎮區 (北達科他州埃迪縣)
格蘭德菲爾德鎮區（英語：Grandfield Township）是位於美國北達科他州埃迪縣的一個鎮區。

## 地方資料
格蘭德菲爾德鎮區的面積為93.06平方千米，當中陸地面積為92.82平方千米，而水域面積為0.24平方千米。根據2020年美國人口普查的數據，當地共有人口28人，而人口密度為每平方千米0.3人。